# Плёнки из Поукипзи
«Плёнки из Покипси» (англ. The Poughkeepsie Tapes) — фильм Джона Эрика Даудла, совмещающий в себе детектив и фильм ужасов.

## Сюжет
Фильм рассказывает о серийном убийце, терроризирующем Покипси и несколько близлежащих городов. Этот человек не просто убивает людей, но и снимает всё это на камеру. Фильм разбит на несколько частей. Сам фильм представляет собой мокьюментари, в котором чередуются показания свидетелей, сотрудников ФБР, репортажи с места событий, а также отрывки из самих плёнок.

### Часть 1: Плёнки
Элис Эндрисарт рассказывает, что является хозяйкой нескольких домов, в том числе и того дома, который находится позади неё. У неё был жилец, который жил в этом доме. Как оказалось позже, это и был маньяк-убийца. Также говорится, что в этом доме были найдены жертва, которую он держал в качестве секс-рабыни, и плёнки, на которых в течение 240 часов были запечатлены убийства и издевательства. Леонард Швей, агент ФБР, говорит, что ФБР и близко не имело представления ни о чём похожем, пока не обнаружило плёнки. По его словам, в любой момент времени в Америке орудует 25-50 серийных убийц. Саймон Олрей, специалист ФБР по видеозаписям, рассказывает нам о том, что ему пришлось смотреть и протоколировать все 240 часов этой плёнки. Чтобы не засиживаться на работе, он взял эти плёнки домой. Его жена из любопытства взяла эти плёнки, не спросив разрешения, и посмотрела около 30 минут из них. В итоге она разрешила прикоснуться Саймону к ней только спустя год. Также он говорит, что на плёнках есть около 100 часов странных записей с надувными шарами. Чуть позже нам показывают фрагмент видео, на котором женщина надувает шар, спрашивая кого-то: «Вот так?» (англ. «Like this?») Голос за кадром приказывает лопнуть шар, который надула эта женщина, она пытается, напав на него всем телом, но у неё не получается. Плёнка обрывается. Фелтон Левис, специалист ФБР по составлению психологических портретов, сделал вывод, что пытки и убийства возбуждали преступника и что эти плёнки были для преступника чем-то наподобие домашнего порно, и он даже останавливал процесс убийства, меняя кассеты. Далее мы попадаем на место преступления вместе с агентом ФБР Пэм Фриарс, где были найдены несколько трупов: две женщины, супруги и их десятимесячный ребёнок, мужчина, живший в доме изначально и четыре женщины. Все они были закопаны в землю, и после их обнаружения и беглого осмотра тел стало ясно, что их всех убили самыми жестокими способами. Далее мы снова видим хозяйку дома, которая показала места, где были найдены плёнки и выжившая жертва. Майк Моукс, специалист по составлению профайлов, внёс просмотр этих плёнок в список обязательных для курса по изучению и составлению психологических портретов.

### Часть 2: Первая кровь
Часть начинается с курса Майка Моукса, который включает плёнку студентам и предупреждает их, что как минимум трое отсеются после просмотра и передумают заниматься этой работой, и что это совершенно нормальное решение. Фелтон Левис предполагает, что катализатором для первого преступления стали какие-то личные неудачи: увольнение, разрыв отношений, после чего маньяк принял решение убить первого встречного на своём пути. Дальше следует фрагмент записей: убийца едет на машине, снимая на камеру какой-то дом и играющего на лужайке ребёнка. Машина останавливается и он выходит поговорить с девочкой, играющей в куклы. Он запугивает отказавшуюся с ним говорить девочку, говоря, что она в любом случае не могла бы сопротивляться, а потом, отвлекая её камерой, утаскивает в машину. Пол Канклер, офицер полиции, говорит о расследовании этого убийства: подходящая под описание девочка Дженнифер Горман была похищена в восьмидесяти километрах. Дальше следует аудиозапись звонка матери в 911. Родители, Синтия и Джоэл Горман, дают интервью. Отец хотел переехать, в то время как Синтия предлагала остаться на тот случай, если Дженнифер удастся сбежать, но потом она не сможет найти свою семью. Мать плачет и говорит, что восьмилетний ребёнок был изнасилован. По словам ФБР, пока ещё преступник не понимал, что именно делает.

### Часть 3: Становление
Часть начинается с фрагмента плёнок, где маньяка подбирает парочка Андерсенов на машине, и соглашается довезти его до ближайшего городка. Их смущает его камера, но они позволяют ему снимать его «блог о путешествиях». Они знакомятся и общаются в машине, в какой-то момент он просит их свернуть в сторону заправки, а потом атакует, убивая парня и усыпляя девушку. По словам ФБР, именно это ознаменовало появление нового убийцы. Из импульсивности его характер переходит в хладнокровие. То, что он убивал и снимал убийство на камеру одновременно, сигнализирует о его тренировках, а знание местности — о преднамеренности. Теперь его относят к убийцам смешанного типа, имеющего признаки как импульсивного, так и хладнокровного убийцы одновременно. Сцена снова переходит в плёнки: он будит связанную в подвале девушку, на фоне криков другой. В аудитории Майк Моукс говорит об умении оставлять работу на работе и умении абстрагироваться от увиденного, а также о личной трагедии, потери сестры. Доктор Фахрад Мансурян, судмедэксперт, говорит о страшном обезображивании тела (в живот девушке была помещена мужская голова). Агенты проводят расследование, откуда и куда могли ехать Андерсены, а после изымают все видео с камер наблюдения на заправках в тот день. Полиция получает первое изображение убийцы, который на камеру подаёт пальцами знак «красный дом», именно там, за Красной таверной, и было выброшено тело. ФБР акцентирует, что это видео было сделано ещё до встречи с Андерсенами, то есть было запланировано, а также говорит, что убийца очень хорош в запутывании следов. Он перевозил и уродовал трупы, затрудняя опознание из-за невзаимодействия полицейских округов. Джейсон Риблинг, эксперт, говорит о том, что убийца нарочно «занижает планку», не пытаясь как-то упростить процесс убийства или расчленения, в то время как другие убийцы всячески бы упрощали для себя механику. Агент Пэм Фрирс говорит, что запись видео могла быть посланием, чтобы кто-то другой оценил и восхитился его мастерством. Интервьювер за кадром спрашивает, восхищена ли девушка, на что та отвечает категорическим отказом.

### Часть 4: Шэрил Дэмпси
Фрагмент снова начинается с плёнок, где убийца следит за выходящей из колледжа девушкой. На следующей плёнке все повторяется, но теперь он проникает в её дом, пока она находится в душе, осматривает первый этаж, трогает её вещи. Девушка слышит его в смежной спальне, но принимает за своего парня Тима, а потом приходит и сам Тим. Убийца прячется в гардеробной в последние секунды, оставляя камеру снимать все в комнате. Шэрил отмечает, что Тим трогал её вещи, что он отрицает. Ночью он выбирается из гардеробной, снимает спящих на первом этаже Тима и Шэрил, а потом убивает Тима. Шэрил не удаётся сбежать. Демонстрируют срочный репортаж о пропаже Шэрил. Подруга Шэрил, Джен Гербер, говорит, что Шэрил подозревала за собой слежку, и подружки списали это на паранойю. Сцена вырезанных плёнок демонстрирует связанную Шэрил и убийцу в венецианской маске с длинным клювом, который угрозами и побоями пытается подчинить её, даёт ей имя «рабыня». Эдгар Гамминс, офицер полиции, рассказывает о расследовании, что они и не надеялись найти Шэрил живой после всего произошедшего с жертвами ранее. Агенты говорят об инсценировке места преступления и имитации импульсивности, а также о склонности к театральности. Сцена из плёнок демонстрирует Шэрил: на этот раз убийца говорит ей, что убил всю её семью, а потом заставляет сказать, что она этому рада, и что она его любит, ведь он забрал её у нелюбимых родителей. Следующая сцена — репортаж из дома Дэмпси, где собираются добровольцы для поисков зацепок о Шэрил. Мать Шэрил, Виктория Дэмпси, даёт интервью. Сразу после этого к Виктории подходит убийца, снимая её на камеру. Он выражает желание помочь и сожаление. Виктория благодарит его, но что-то в нём настораживает и она пытается его задержать. В пост-интервью она говорит, что поняла, что он убийца, но не могла его остановить из-за страха. В плёнках убийца приносит Шэрил платье, белый парик и театральную маску, она снова называет его господином. ФБР говорит о привлечении внимания к Покипси, что должно было или заставить маньяка прекратить убивать здесь, или заставить его залечь на дно, или напротив, заставить его выдать себя, но этот убийца полностью сменил род действия, оставшись в городе.

### Часть 5: Новый почерк
Часть начинается с репортажа на реке Гудзон, где орудует «мясник с Уотер-стрит», на счету которого около шести жертв, и все они проститутки. Местный офицер Джозеф Дэнверс говорит о слухах, что девушек арестовывал полицейский, после чего они исчезали. В плёнках кадры прерываются на Шэрил и неизвестную девушку, которая уговаривает Шэрил сбежать, на что та лишь отвечает, что «ему это не понравится». Убийца хочет наказать её за непослушание и попытку помочь сбежать, даёт Шэрил нож, и та перерезает девушке горло. Судмедэксперт Арджай Винтопидж говорит о новых деталях: укусах, разрезах и некрофилии. ФБР говорит об интервью с Банди, где он советует не спешить с шумом вокруг новых трупов, ведь убийца может к ним вернуться. Но на деле убийца ни разу не возвращался. На плёнках демонстрируются две девочки-скаута, продающих печенье. Он уговаривает их зайти в дом, убеждая их, что он полицейский и угощая колой, а с помощью аккуратных вопросов узнаёт, что девочки не местные и что родители не знают, где девочки сейчас находятся. На шум в подвале он говорит сначала о телевизоре, а потом о еноте, которого обещает показать. На самом деле в подвале ещё одна пленная девушка, за которой должна была следить Шэрил. Агент Джейкоб Полински говорит о прорыве в деле: отпечаток пальца на стакане и совпадение по ДНК. Отпечаток принадлежал Джиму Фоули, напарнику Дэнверса. Начальник полиции Фрэдерик Миллер тут же завёл на него дело, его связали с убийствами здесь и в другом городе. В его машине были обнаружены кровь и украшения жертв. Сандра Виллетс, главный обвинитель, говорит об экстрадиции Фоули в другой штат, чтобы добиться смертной казни, ведь у него не было алиби, зато было много времени и совпадающие маршруты, что вкупе с посещениями проституток делало его отличным подозреваемым. Адвокат Бернард Голинко рассказывает о полном отказе на какое-либо сотрудничество или сделку, что очень затрудняло его работу. Джима Фоули обвинили. Сын подозреваемого, Хэнк Виллетс, сказал, что верит в обвинение суда. Родственники жертв разделились на желание справедливости и смертной казни и сохранение жизни. Прямой репортаж транслирует казнь, вместе с художественной реконструкцией событий и аудиозаписью на фоне.

### Часть 6: Вы упустили
Джозеф Дэнверс говорит, как сразу после казни нашёл дома карту с отметкой «вы упустили», где было отмечено ещё одно тело. Полиции осталось непонятным, как именно у убийцы оказались биологические материалы Фоули. Через три дня после казни в газете было опубликовано опровержение обвинения Фоули в убийствах, но из-за событий 11 сентября 2001 года это осталось незамеченным, что очень повлияло на судьбу Хэнка Фоули. Ирвин Гриффарт, редактор газеты, говорит, что в любой другой день эта новость была бы на первой полосе. ФБР говорит о том, что с помощью этой истории убийце удалось успокоить бдительность граждан, переключив внимание на убийство только проституток, и игнорируя другие убийства, что дало людям чувство ложной безопасности из-за непричастности к группе риска. На кадрах с найденных плёнок идёт съёмка с фальшивой полицейской машины, где убийца под предлогом подвезти заманивает на заднее сиденье зарешеченной машины девушку. Когда они проезжают заправку, он спрашивает, почему она назвала его офицером, а потом говорит, что не полицейский. Девушка воспринимает это шуткой, но потом пугается, когда убийца прямо говорит ей, что он — мясник, и что не стоило садиться к нему в машину, продолжая угрожать всю поездку. Он привозит её в подвал, где театрально подбирается к ней на четвереньках и убивает. ФБР говорит об имитации убийцей психологического портрета, демонстрируя разбежность оценки его характера различными исследователями (собран, импульсивен, возраст 20-30, возраст 25-35, очевидно первое убийство, очевидно не первое убийство, педантичность и порядок, полная неухоженность дома, хорошо образован, не получил образование, интеллектуально развит, отстаёт в развитии). Последнее предположение психологического портрета — может работать психологом в ФБР.

### Часть 7: Найдена
Джозеф Дэнверс снова возвращается к карте, что была сделана на специальном сайте. По логам сайта им удалось вычислить, откуда карта была скачана, что вывело их на нужный дом. Капитан спецназа Харви Кросс возглавлял захват дома, во время захвата они были готовы ко всему. Им не удалось взять убийцу. По мнению ФБР, это не они его нашли — убийца сам хотел, чтобы дом был найден. Дом был полностью стерилен, не нашлось ни одного отпечатка пальцев. В обзоре дома пересчитываются кассеты, а в закрытом ящике они находят Шэрил, у которой ампутированы руки и ноги. Виктория Дэмпси говорит, что всегда верила на протяжении этих восьми лет, что её дочь жива. По её словам, Шэрил просила отвезти её домой, но когда её отвезли в дом её детства, продолжила это повторять, из чего Виктория поняла, что Шэрил имела в виду вовсе не этот дом. Доктор Арнольд Мунфар, терапевт, говорит о невероятном количестве пыток, которые перенесла Шэрил, включая неправильно сросшиеся переломы, укусы, стягивающие инструменты. Арета Грили, больничный психолог, говорит, что Шэрил так привыкла к боли, что не могла существовать без неё, и сама причиняла себе боль нарочно. После нескольких месяцев переговоров семья Дэмпси дала разрешение на интервью. Шэрил задают вопросы, но она не может полноценно ответить: она несколько раз отвечает «не знаю, что я должна говорить», «не знаю, что вы хотите услышать», «не знаю, что вы хотите, чтобы я сказала». На предложение говорить, что она хочет — Шэрил неожиданно говорит «он любил меня», и говорит, что однажды он заберёт её отсюда. Спустя две недели после интервью Шэрил покончила с собой, в записке она указала, что делает это в знак любви к своему господину. В репортаже с кладбища говорится, что тело Шэрил было выкрадено из кладбища. Агенты ФБР говорят, что, скорее всего, он просто сменил город, но точно не прекратил убивать, и что его появление в маленьком городке вряд ли кто-нибудь заметил. Саймон Олрей, специалист ФБР по видеозаписям из первой сцены, говорит, что записи были последовательно пронумерованы, но 27 плёнок недоставало, из чего можно сделать выводы, что они были личными, раскрывали личную информацию, или на них было его лицо. В последней сцене агент ФБР говорит, что подобные маньяки точно захотят увидеть фильм о себе, а потому они постараются показать его в кинотеатрах, а затем отследить тех, кто будет смотреть фильм слишком большое количество раз.
В конце фильма показывается посвящение: «Для Шэрил Дэмпси».

## Релиз
Премьера фильма состоялась в мае 2007 года на кинофестивале «Трайбека». Кинотеатральный релиз фильма был запланирован компанией Metro-Goldwyn-Mayer на 8 февраля 2008, однако, несмотря на рекламную компанию, фильм был снят с проката без объяснения причин.
В июле 2014 года, фильм впервые был выпущен официально в качестве видео по запросу через DirecTV. Впоследствии, менее чем через месяц, его снова отменили, и Даудл предположил, что MGM рассматривает возможность более широкого выпуска